# ウェイト (表現論)
表現論という数学の分野において，体 F 上の代数 A のウェイト（英: weight）とは，A から F への代数準同型である，あるいは同じことだが，A の F 上の1次元表現である．それは群の乗法的指標の代数の類似である．しかしながら，概念の重要性は，リー環の表現への，したがって代数群やリー群の表現への，その応用から生じる．この文脈では，表現のウェイトは固有値の概念の一般化であり，対応する固有空間はウェイト空間と呼ばれる．

## 動機づけと一般概念

### ウェイト
対角化可能な行列の集合 S であって，任意の2つが可換な場合，S のすべての元を同時に対角化することができる．同じことであるが，有限次元ベクトル空間 V の互いに可換な半単純線型変換の任意の集合 S に対して，V の基底をS のすべての元に対して同時固有ベクトルになるように選ぶことができる．これらの共通の各固有ベクトル v ∈ V は End(V) の自己準同型の集合 S によって生成される部分代数 U 上の線型汎関数を定義する；この汎関数は U の各元に固有ベクトル v の固有値を対応させる写像として定義される．この写像は乗法的でもあり，恒等写像を 1 に送る；したがってそれは U から基礎体への代数準同型である．この「一般固有値」はウェイトの概念のプロトタイプである．
概念は群論における乗法的指標のアイデアと密接に関係している．これは群 G から体 F の乗法群への準同型 χ である．したがって χ: G → F× は χ(e) = 1（ただし e は G の単位元）と
G のすべての元 g, h に対して χ(gh) = χ(g)χ(h)
を満たす．実際，G が F 上のベクトル空間 V に作用していると，G の各元に対する同時固有空間は，存在すれば，G 上の乗法的指標を決定する：群の各元のこの共通の固有空間上の固有値である．
乗法的指標の概念は F 上の任意の代数 A に，χ: G → F× を線型写像
χ: A → F, χ(ab) = χ(a)χ(b) (a, b ∈ A)
に置き換えることによって，拡張できる．代数 A が F 上のベクトル空間 V 上に任意の同時固有空間に作用しているとき，これは A から F への A の各元をその固有値に送る代数準同型に対応する．
A がリー環（一般には結合代数ではない）であるとき，指標の乗法性を要求する代わりに，リーブラケットを対応する交換子に送ることを要求する；しかし F は可換であるからこれは単にこの写像がリーブラケットで消えること：χ([a, b]) = 0 を意味する．体 F 上のリー環 g のウェイトは，線型写像 λ: g → F であってすべての x, y ∈ g に対して λ([x, y]) = 0 となるものである．リー環 g 上の任意のウェイトは導来環 [g, g] 上消えるから可換リー環 g/[g, g] 上のウェイトを誘導する．したがってウェイトは主に可換リー環に対して興味が持たれる，その場合可換な線型変換たちの空間に対する一般固有値の単純な概念に帰着する．
G がリー群か代数群のとき，乗法的指標 θ: G → F× は微分によってそのリー環上のウェイト χ = dθ: g → F を誘導する．（リー群に対して，これは G の単位元における微分であり，代数群の場合は導分の概念を用いた抽象化である．）

### リー環の表現のウェイト空間
ウェイトの集合の中で，いくつかは表現のデータに関係する．V を体 F 上のリー環 g の表現とし，λ を g のウェイトとする．このとき V のウェイト λ: h → F（ただし h は g のカルタン部分環）のウェイト空間とは，部分空間
{\displaystyle V_{\lambda }:=\{v\in V:\forall \xi \in {\mathfrak {h}},\quad \xi \cdot v=\lambda (\xi )v\}}
である（ただし {\displaystyle \xi \cdot v} は h の V への作用を表す）．表現 V のウェイトとはウェイト λ であって対応するウェイト空間が非零なもののことである．ウェイト空間の非零元はウェイトベクトルと呼ばれる．
V がそのウェイト空間の直和
{\displaystyle V=\bigoplus _{\lambda \in {\mathfrak {h}}^{*}}V_{\lambda }}
であるとき，ウェイト加群と呼ばれる；これは環のすべての表された元に対する共通の固有基底（同時固有ベクトルの基底）が存在すること，つまり，同時対角化可能な行列が存在することに対応する．
同様に，リー群や結合代数の任意の表現に対してウェイト空間 Vλ を定義できる．

## 半単純リー環
{\displaystyle {\mathfrak {g}}} をリー環とし，{\displaystyle {\mathfrak {h}}} を半単純元からなる極大可換リー部分環（カルタン部分環と呼ばれる）とし，V を {\displaystyle {\mathfrak {g}}} の有限次元表現とする．{\displaystyle {\mathfrak {g}}} が半単純であるとき，[{\displaystyle {\mathfrak {g}}}, {\displaystyle {\mathfrak {g}}}] = {\displaystyle {\mathfrak {g}}} であり，したがって {\displaystyle {\mathfrak {g}}} のすべてのウェイトは自明である．しかしながら，V は，制限によって，{\displaystyle {\mathfrak {h}}} の表現であり，V が {\displaystyle {\mathfrak {h}}} についてのウェイト加群であること，すなわちそのウェイト空間の直和に等しいことはよく知られている．用語の濫用により，{\displaystyle {\mathfrak {h}}} の表現としての V のウェイトをしばしば {\displaystyle {\mathfrak {g}}} の表現としての V のウェイトと呼ぶ．
類似の定義はリー群 G, 極大可換リー部分群 H, G の任意の表現 V に適用する．明らかに，λ が G の表現 V のウェイトであるとき，G のリー環 {\displaystyle {\mathfrak {g}}} の表現としての V のウェイトでもある．
V が {\displaystyle {\mathfrak {g}}} の随伴表現であるとき，そのウェイトはルートと呼ばれ，ウェイト空間はルート空間と呼ばれ，ウェイトベクトルはルートベクトルと呼ばれる．
今 {\displaystyle {\mathfrak {g}}} は半単純とし，選ばれたカルタン部分環 {\displaystyle {\mathfrak {h}}} と対応するルート系を持つとする．正ルート Φ+ の選択も固定する．これは単純ルートの集合の選択と同値である．

### ウェイトの空間の順序
{\displaystyle {\mathfrak {h}}}*0 を {\displaystyle {\mathfrak {h}}}* の{\displaystyle {\mathfrak {g}}} のルートで生成される実部分空間（それが複素のとき）とする．
{\displaystyle {\mathfrak {h}}}*0 の順序を定義する2つの方法がある．
1つ目は
μ ≤ λ を λ − μ が単純ルートの非負線型結合であることとする．
2つ目は元 f ∈ {\displaystyle {\mathfrak {h}}}0 により
μ ≤ λ を μ(f) ≤ λ(f) と定める．
通常，f はすべての正ルート β に対して β(f) > 0 となるように選ばれる．

### 整ウェイト
ウェイト λ ∈ h* が整（あるいは g-整）であるとは，γ が正ルートなる各コルート Hγ に対して λ(Hγ) ∈ Z となることをいう．
基本ウェイト ω1, ..., ωn は次の性質によって定義される：それらは単純コルート {\displaystyle H_{\alpha _{1}},\ldots ,H_{\alpha _{n}}} の集合に双対な h* の基底をなす．
したがって λ が整であるとは，基本ウェイトの整数結合であることである．すべての g-整なウェイトの集合は h* における格子であり，g のウェイト格子と呼ばれ，P(g) と書かれる．
リー群 G のウェイト λ が整であるとは，exp(t) = 1 ∈ G なる各 t ∈ h に対して，{\displaystyle \lambda (t)\in 2\pi i\mathbf {Z} } となることをいう．半単純な G に対して，すべての G-整ウェイトの集合は部分格子 P(G) ⊂ P(g) である．G が単連結ならば，P(G) = P(g) である．G が単連結でなければ，格子 P(G) は P(g) よりも小さく，それらの商は G の基本群に同型である．

### 優ウェイト
ウェイト λ が優であるとは，γ が正ルートなる各コルート Hγ に対して {\displaystyle \lambda (H_{\gamma })\geq 0} であることをいう．同じことであるが，基本ウェイトの非負線型結合であることをいう．
優ウェイトの凸包は fundamental Weyl chamber と呼ばれる．
用語「優ウェイト」は，（上の意味で）優かつ整なウェイトを表すために用いられることもある．

### 最高ウェイト
表現 V のウェイト λ が最高ウェイトであるとは，上で与えられた半順序において λ よりも大きい V の他のウェイトが存在しないことをいう．ときどき，V のすべての他のウェイトが λ よりも真に小さいというより強い条件を課す．「最高ウェイト」という用語はしばしば「最高ウェイト加群」の最高ウェイトを意味する．
最低ウェイトは同様に定義される．
すべての可能なウェイトからなる空間はベクトル空間である．このベクトル空間の全順序であって，少なくとも1つの非零係数を持つ正ベクトルの非負の線型結合は別の正ベクトルであるようなものを固定しよう．
すると，表現が「最高ウェイト λ」を持つとは，λ がウェイトであり，すべての他のウェイトは λ よりも小さいことをいう．
同様に，「最低ウェイト λ」を持つとは，λ がウェイトであり，すべての他のウェイトは λ よりも大きいことをいう．
ウェイト λ のウェイトベクトル vλ ∈ V は，V の他の全てのウェイトが λ よりも小さいとき，最高ウェイトベクトルと呼ばれる．

### 最高ウェイト加群
g の表現 V が最高ウェイト加群であるとは，g のすべての正ルートの空間の作用で零化されるウェイトベクトル v ∈ V によって生成されることをいう．半単純リー環 g のすべての有限次元既約表現は最高ウェイト加群であり，表現はその最高ウェイトによって分類できる ("theorem of the highest weight")．
これは最高ウェイトを持つ g 加群よりいくぶん特別である．
同様にリー群の表現に対して最高ウェイト加群を定義できる．

### ヴァーマ加群
各優ウェイト λ ∈ h* に対し，最高ウェイト λ を持つ単純最高ウェイト g 加群が（同型を除いて）一意に存在し，L(λ) と書かれる．
最高ウェイト λ をもつ各最高ウェイト加群はヴァーマ加群 M(λ) の商であることを示すことができる．これは単にヴァーマ加群の定義における普遍性を述べ直したものである．
最高ウェイト加群はウェイト加群である．最高ウェイト加群におけるウェイト空間はつねに有限次元である．

### 注
1. ↑  逆もまた正しい――対角化可能な行列のある集合が可換であることとその集合が同時対角化可能であることは同値である (Horn & Johnson 1985, pp. 51–53).
2. ↑  実は，代数閉体上の可換な行列のある集合が与えられると，対角化可能と仮定せずとも，同時三角化可能である．